# ثييتان
ثييتان هو مركب عضوي حلقي غير متجانس مشبع له الصيغة الكيميائية C3H6S.
يتألف المركب بنيوياً من حلقة رباعية حاوية على ذرة كبريت واحدة، وتسمى مشتقاته باسم ثييتانات.

## التحضير
يحضر الثييتان ولكن بمردود ضعيف من تفاعل كربونات ثلاثي الميثيلين (3,1-ديوكسان-2-ون) مع ثيوسيانات البوتاسيوم:
{\displaystyle \mathrm {C_{4}H_{6}O_{3}+\ KSCN\longrightarrow \ C_{3}H_{6}S+\ KOCN+\ CO_{2}} }
بمردود أفضل يمكن التحضير من تفاعل 3،1-ثنائي برومو البروبان وكبريتيد الصوديوم:
{\displaystyle \mathrm {Br{-}(CH_{2})_{3}{-}Br+\ Na_{2}S\longrightarrow \ C_{3}H_{6}S+2\ NaBr} }

## الخواص
يوجد المركب في الشروط القياسية على سائل عديم اللون، له رائحة منفرة، ويغلي عند الدرجة 94 °س. أما في الحالة الصلبة فيوجد على شكلين، يتم التحول بينهما عند الدرجة −96 °س.
لا يوجد المركب في بنية مربعة متناظرة ونظامية، إذ أن زاوية الرابطة عند ذرة الكبريت 78°، أما عند ذرة الكربون المقابلة لها فتبلغ الزاوية 97°؛ كما يبلغ طول الرابطة كربون-كبريت 185.1 بيكومتر، والرابطة كربون-كربون 154.9 بيكومتر.
يتفاعل الثييتان مع النكليوفيلات في تفاعل فاتح للحلقة، فعلى سبيل المثال يعطي التفاعل مع ن-بوتيل الليثيوم مركبات ثيوإيثر غير متناظرة.
{\displaystyle \mathrm {C_{3}H_{6}S+\ C_{4}H_{9}Li\longrightarrow \ C_{4}H_{9}-S-C_{3}H_{7}} }
أما التفاعل مع الهالوجينات كالبروم مثلاً، يمكّن من الحصول على مشتقات برومية على طرفي سلسلة ثنائي الكبريتيد.

### الرائحة
يعطي المركب ومشتقه 2-بروبيل ثييتان رائحة شبيهة بفيرومونات الخطر عند الفئران التي تنبه بوجود مفترس قريب. كما وجد أن المستقبلات الشمية MOR244-3 و OR2T11 عند البشر والفئران تتحسس لمركبات الثييتان عند وجود النحاس.

## اقرأ أيضاً
- ثييت
- ثييران
- أكسيتان
- أزيتيدين
- ديثييتان
- ديثيولان
- ثيان
- ديثيان